# Диона (мифология)
Дио́на (др.-греч. Διώνη, соответствует микен. di-u-ja, Дивия) — персонаж древнегреческой мифологии, богиня дождя, титанида.
У Гесиода она названа во введении к поэме, но не в перечне титанид; она причислена у него к океанидам как дочь Океана и Тефиды (Hesiod. Theog. 353); или же она дочь Геи и Урана (титанида, согласно орфикам) или Эфира (в Додоне Зевса почитали, среди прочего, владыкой эфира, см. далее).
В Додоне существовал культ Дионы как супруги Зевса, она почиталась наряду с ним по всему Эпиру, где находилась Додона. Она также считалась (по Гомеру) возлюбленной Зевса и матерью Афродиты (Hom. Il.; др.). У Гомера она пребывает на Олимпе и помогает своей дочери Афродите. В числе других богинь присутствовала при рождении Аполлона и Артемиды на Делосе (Гомеровы гимны).
Также называется матерью Диониса.
Её алтарь в Ойкунте (Кария).
Предположительно — древнейшая догреческая богиня земли.
В позднейшей мифологии отождествлялась с Герой.
В честь Дионы назван астероид (106) Диона, открытый в 1868 году, а также спутник Сатурна Диона и Венерина мухоловка (Dionea muscipula).